# Khoảng cách độ sáng
Khoảng cách độ sáng DL được xác định theo mối quan hệ giữa cấp sao tuyệt đối M và cấp sao biểu kiến m của một thiên thể.
{\displaystyle M=m-5(\log _{10}{D_{L}}-1)\!\,}
suy ra:
{\displaystyle D_{L}=10^{{\frac {(m-M)}{5}}+1}}
Trong đó DL được đo bằng parsec. Đối với các thiên thể ở gần (như trong dải Ngân Hà), khoảng cách độ sáng cho giá trị xấp xỉ khá chính xác với khái niệm tự nhiên về khoảng cách trong không gian Euclide.
Mối quan hệ này là ít rõ ràng hơn đối với các thiên thể ở xa như các chuẩn tinh nằm xa hơn dải Ngân Hà vì cấp sao biểu kiến chịu ảnh hưởng của độ cong không-thời gian, dịch chuyển đỏ và sự giãn nở thời gian. Tính toán mối quan hệ giữa độ sáng biểu kiến và độ sáng thực tế của một thiên thể đòi hỏi phải tính đến tất cả các yếu tố này. Độ sáng thực tế của thiên thể được xác định bằng cách sử dụng định luật nghịch đảo bình phương và tỷ lệ khoảng cách biểu kiến và khoảng cách độ sáng của thiên thể.
Một cách khác để biểu diễn khoảng cách độ sáng là thông qua mối quan hệ thông lượng-độ sáng. Do
{\displaystyle F={\frac {L}{4\pi D_{L}^{2}}}}
Trong đó F là thông lượng (W•m 2) và L là độ sáng (W). Từ đó, khoảng cách độ sáng có thể được biểu diễn bằng:
{\displaystyle D_{L}={\sqrt {\frac {L}{4\pi F}}}}
Khoảng cách độ sáng có liên quan đến "khoảng cách đồng chuyển động ngang" {\displaystyle D_{M}} thông qua:
{\displaystyle D_{L}=(1+z)D_{M}}
và với khoảng cách đường kính góc {\displaystyle D_{A}}theo định lý tương hỗ Etherington:
{\displaystyle D_{L}=(1+z)^{2}D_{A}}
Trong đó z là dịch chuyển đỏ. {\displaystyle D_{M}}là một thừa số cho phép tính toán khoảng cách đồng chuyển động giữa hai thiên thể có cùng dịch chuyển đỏ nhưng ở các vị trí khác nhau trên bầu trời; nếu hai thiên thể này cách nhau một góc {\displaystyle \delta \theta }, khoảng cách đồng chuyển động giữa chúng sẽ là {\displaystyle D_{M}\delta \theta }. Trong một vũ trụ phẳng về mặt không gian, khoảng cách đồng chuyển động ngang {\displaystyle D_{M}} chính xác bằng khoảng cách đồng chuyển động xuyên tâm {\displaystyle D_{C}}, nghĩa là khoảng cách đồng chuyển động từ chính chúng ta đến thiên thể.